# عثمان المروندي
عثمان بن حسن الحسيني المروندي ثم السيوستاني (المتوفى 673 هـ)، المعروف بـ لعل شاهباز، هو شاعر وفيلسوف ودرويش فارسي، من أتباع الطريقة السهروردية.
ذكر صاحب نزهة الخواطر أنه قدم ملتان سنة 662 هـ ورفض طلب حاكمها محمد بن غياث الدين في الإقامة بها وعمل زاوية له، فسافر إلى الهند ثم السِّنْد ثم استقر في سيوستان حتى مات سنة 673 هـ.
يزور ضريحه كل عام الآلاف خصوصاً في ذكرى وفاته.